# 古川貴浩
古川 貴浩（ふるかわ たかひろ、1979年6月25日 - ）は、日本の作詞家、作曲家、編曲家、ベーシスト。ソニー・ミュージックパブリッシング所属。

## 略歴
14歳の頃にエレキギターを弾き始めた。その後、19歳の頃に上京しサポートミュージシャンとして活躍、レコーディングにも携わった。26歳となる2005年以降、作曲や編曲にも活躍の場を広げ、後述する多くの楽曲が生まれた。近年は作詞も手がけることもある。

## 提供作品
ASCA
- 私が笑う理由は（作曲・編曲）

雨宮天
- Skyreach（編曲・プログラミング）

=LOVE
- =LOVE（編曲）
- 届いてLOVE YOU♡（編曲）
- 「部活中に目が合うなって思ってたんだ」（編曲）
- 推しのいる世界（編曲）
- 「君と私の歌」（編曲）
- 青春“サブリミナル”（編曲）
- 夏祭り恋慕う（編曲）
- この空がトリガー（編曲）
- 狂想カタストロフィ（作曲・編曲）
- 恋人以上、好き未満（編曲）

IsamU
- 負けんな!（編曲・プログラミング）
- 蝙蝠（編曲・プログラミング）
- ハッピーエンド（編曲・プログラミング）

伊波杏樹
- LOVE☆DON!!（作詞・作曲・編曲[2]）

AKB48
- だらしない愛し方（作曲・編曲）

SKE48
- 地元民たちよ（作曲・編曲）

Aimer
- Breaking Up Is Hard To Do（編曲・プログラミング）
- 笑顔（編曲・プログラミング）
- Poker Face（編曲・プログラミング）
- Viva La Vida（編曲・プログラミング）
- また君に恋してる（編曲・プログラミング）
- 強く儚い者たち（編曲・プログラミング）
- Calendar Girl（編曲・プログラミング）
- Precious（編曲・プログラミング）
- Orion（編曲・プログラミング）
- 君を待つ（作曲）

ON/OFF
- 蒼光の原石（編曲・プログラミング）

栗山千明
- 愛に形がないのならどうして壊れたりするの（編曲・プログラミング・ベース）

元気ロケッツ
- Touch me（玉井健二と共作曲）
- Good night (Revival Rhythm Mix)（玉井健二と共リミックス）

さくら学院
- Song for smiling（編曲・プログラミング）

櫻坂46
- ジャマイカビール（作曲・編曲）

篠崎愛
- Noise（作詞・作曲・編曲・プログラミング・ベース・ギター）

ジャニーズ事務所関連
- 嵐
  - ユメニカケル（作詞、作曲）
  - MUSIC（作曲）

- 関ジャニ∞
  - I wish（編曲・ベース）

- タッキー&翼
  - ビバビバモーレ（編曲・プログラミング・ベース・ギター）

Thinking Dogs
- そんな君、こんな僕（作曲）

スターダストプロモーション関連
- 3B junior
  - 勇気のシルエット（作詞・作曲・編曲・プログラミング・ベース）

- はちみつロケット
  - ギリギリサマー（作曲・編曲・プログラミング・ベース）

- リーフシトロン
  - 青春ペダル（編曲・プログラミング・ベース）

- ロッカジャポニカ
  - Dreaming Road（作詞・作曲・編曲・プログラミング・ベース）

スフィア
- synchronicity（編曲・プログラミング）
- vivid brilliant door!（編曲・プログラミング・ベース・ギター）
- glory colors 〜風のトビラ〜（編曲・プログラミング・ベース・ギター）

戸松遥
- 渚のSHOOTING STAR（編曲・プログラミング）
- 星のステージ（作曲・編曲・プログラミング・ベース）
- Baby Baby Love（編曲・プログラミング）
- ユメセカイ（編曲・プログラミング・ベース・ギター）
- Issai Gassai（作詞・作曲・編曲・プログラミング）
- Q&A リサイタル!（編曲・プログラミング・ベース・ギター）
- PACHI PACHI PARTY（編曲・プログラミング・ベース・ギター）
- ヒカリギフト（編曲・プログラミング）
- Fantastic Soda!!（編曲・プログラミング）
- courage（編曲・プログラミング・ベース・ギター）
- セパレイト・ウェイズ（編曲・プログラミング）
- STEP A GO! GO!（編曲・プログラミング・ベース・ギター）
- シンデレラ☆シンフォニー（作詞・作曲・編曲）
- Two of us（編曲・プログラミング・ベース・ギター）
- 自己中男（作詞・作曲・編曲・プログラミング）
- RUN（作詞・作曲・編曲・プログラミング・ベース・ギター）
- ♪Make Up Sweet Girl☆（編曲・プログラミング）
- Fan Fun Parade（作詞・作曲・編曲・プログラミング・ベース・ギター・シンセサイザー）
- No.1 GIRL（編曲・プログラミング・ベース・ギター）
- BIG WAVE（作詞・作曲・編曲・プログラミング・ベース・ギター）
- Alter Echo（編曲[3]）

Tomato n' Pine
- なないろ☆ナミダ（作曲）
- 雪がふるから・・・（編曲・プログラミング）
- ワナダンス!（作曲・編曲・プログラミング）
- 踊れカルナヴァル（編曲・プログラミング）
- 大事なラブレター（作曲・編曲・プログラミング）

豊崎愛生
- ハニーアンドループス（作曲・編曲・プログラミング・ベース・ギター）

9nine
- Cross Over（作曲）
- Cute（作曲・編曲・プログラミング）
- koizora（編曲・プログラミング）

中島愛
- 最高の瞬間（作曲・編曲・プログラミング・ベース）

22/7
- 循環バス（編曲）
- 理解者（編曲）
- 韋駄天娘（編曲）
- 何もしてあげられない（編曲）
- 空のエメラルド（作曲・編曲）
- 風は吹いてるか?（編曲）
- タチツテトパワー（作曲・編曲）

≒JOY
- ≒JOY（編曲）
- 夢見る♡アイドル（編曲）

乃木坂46
- 月の大きさ（作曲・編曲・プログラミング）
- やさしさとは（作曲・編曲・プログラミング）
- 制服を脱いでサヨナラを…（作曲・編曲・プログラミング）
- 大人への近道（作曲・編曲・プログラミング）
- Against（作曲・編曲）
- 新しい世界（作曲・編曲）
- Threefold choice（作曲・編曲・プログラミング）

≠ME
- ラストチャンス、ラストダンス（作曲・編曲）

Noovy
- KALEIDOSCOPE（作詞・作曲・編曲・サウンドプロデュース）

野水いおり
- MICRO DISTANCE（編曲・プログラミング・サウンドプロデュース）

ハピチャリ音楽部
- 虹の向こうへ（作曲・編曲・プログラミング）

ハロプロ研修生
- 正しい青春ってなんだろう（作曲・編曲）

phatmans after school
- 東京少年（サウンドプロデュース）

fumika
- うれしい! たのしい! 大好き!（編曲・プログラミング・ベース・ギター）

flumpool
- 回転木馬（編曲・プログラミング）
- 夏Dive（プログラミング）
- サイレン（編曲・プログラミング）
- Birds（編曲・プログラミング）
- Because... I am（プログラミング）
- Hello（編曲・プログラミング）
- 君のための100のもしも（プログラミング）
- しおり（プログラミング）

麻枝准×やなぎなぎ
- Killer Song（編曲・プログラミング）

水樹奈々
- STORIES（編曲・プログラミング・サウンドプロデュース）
- 7 COLORS（編曲・プログラミング）
- アンティークナハトムジーク（作曲・編曲・プログラミング・ベース・ギター・サウンドプロデュース）

やなぎなぎ
- ストレンジアトラクター（編曲・プログラミング）

YUKI
- 恋愛模様（作曲）

吉田仁美
- パーティ ハズカム（編曲・プログラミング）

ラストアイドル
- 当たりくじ（作曲・編曲）

RYOEI
- 恋しくて（編曲・プログラミング・ベース・ギター）

分島花音
- 君はソレイユ（編曲・プログラミング・ベース）
- REUNION（編曲・ベース）

### アニメ・ゲームソング関連
彼女がフラグをおられたら
- 彼女がフラグを立てる理由（編曲・プログラミング・ベース・ギター）

サムライフラメンコ
- デートTIME（編曲・プログラミング・ベース・ギター）
- フライト23時（編曲・プログラミング・ベース・ギター）
- 涙星（作曲・編曲・プログラミング・ベース・ギター）

たまごっち! 〜みらくるフレンズ〜
- いつかいつか（編曲・プログラミング）

バンドやろうぜ!
- Storm flight!（編曲・プログラミング）
- スリルを頂戴（編曲・プログラミング）
- 雨天決行ガムシャララ（編曲・プログラミング）
- eat sweet Night（編曲・プログラミング）
- WHIZ（編曲・プログラミング）

アニメを語レ! 〜アニメガタリ同好会のテーマ〜
- 次元の果てまで恋せよ乙女（編曲・プログラミング）

### その他
- おじいちゃんは25歳 	TVドラマ劇伴（作曲、編曲、プログラム）
- マイナビ企業CM  TVCM（作曲、編曲、プログラム）
- WOWOW 「東野圭吾　「分身」」 TVドラマ挿入歌「証 ～あかし～」（編曲、プログラム）
- なめこのCD2 アヤwithかせきさいだぁ「幸せのんふふ」（作曲）
- サムライフラメンコ TVアニメ劇伴（作曲、編曲、プログラム）

## レコーディング参加
関ジャニ∞
- 「LIFE 〜目の前の向こうへ〜」
- 「七色パラメータ」
- 「青春ノスタルジー」
- 「クラゲ」

篠崎愛
- 「BAD LOVE」

水樹奈々
- 「ストロボシネマ」

## 書籍
- ベーシスト音楽理論 スラッピング・ベース編（2006年1月、シンコーミュージック・エンタテイメント）
- ベーシスト音楽理論 コードトーン編（2006年7月、シンコーミュージック・エンタテイメント）